# Landsdeel (Nederland)
Een landsdeel is bij de territoriale indeling van Nederland een regionale groepering van provincies. De indeling in landsdelen vormt niveau 1 van de Europese NUTS-indeling, geldig vanaf 1 januari 2021. Het betreft hier sociaal-economische eenheden, in grootte staande tussen het rijk en de provincies in. Ze hebben alleen statistische, geen bestuurlijke betekenis. Ze zijn ingevoerd om over heel Europa vergelijkbare regio’s te hebben, waardoor Europese statistieken regionaal goed vergelijkbaar zijn.
Op dit niveau moet het inwonertal in principe liggen tussen drie en zeven miljoen per regio. De Europese Unie telt op dit niveau 104 van zulke eenheden.
De twaalf provincies van Nederland worden op het NUTS-1-niveau in vier landsdelen gegroepeerd, te weten: Noord-Nederland, Oost-Nederland, West-Nederland en Zuid-Nederland. 

NUTS 1-gebieden in de Europese Unie (2007)

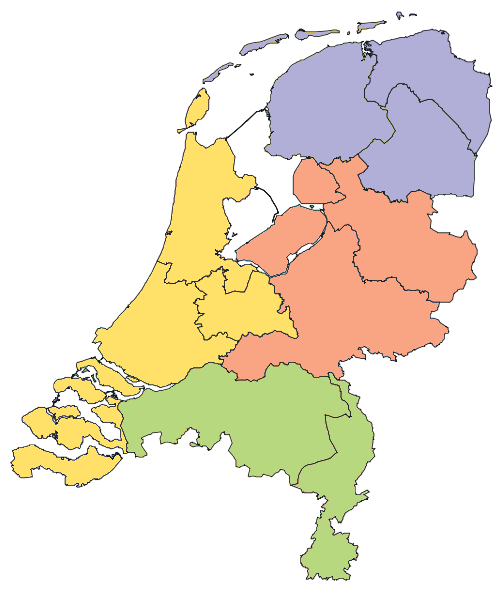
Landsdelen van Nederland (NUTS 1-gebieden)

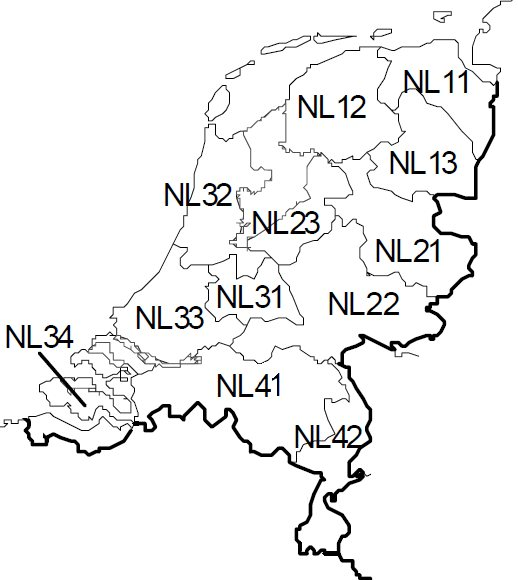
Provincies van Nederland (NUTS 2-gebieden)

| NL1 Noord-Nederland NL 11 Groningen NL 12 Friesland NL 13 Drenthe                     |
| NL2 Oost-Nederland NL 21 Overijssel NL 22 Gelderland NL 23 Flevoland                  |
| NL3 West-Nederland NL 31 Utrecht NL 32 Noord-Holland NL 33 Zuid-Holland NL 34 Zeeland |
| NL4 Zuid-Nederland NL 41 Noord-Brabant NL 42 Limburg                                  |